# David Hopkin
David Isaac Hopkin (Greenock, 21 agosto 1970) è un allenatore di calcio ed ex calciatore scozzese, di ruolo centrocampista.

## Statistiche

### Cronologia presenze e reti in nazionale
| Cronologia completa delle presenze e delle reti in nazionale ― Scozia | Cronologia completa delle presenze e delle reti in nazionale ― Scozia | Cronologia completa delle presenze e delle reti in nazionale ― Scozia | Cronologia completa delle presenze e delle reti in nazionale ― Scozia | Cronologia completa delle presenze e delle reti in nazionale ― Scozia | Cronologia completa delle presenze e delle reti in nazionale ― Scozia | Cronologia completa delle presenze e delle reti in nazionale ― Scozia | Cronologia completa delle presenze e delle reti in nazionale ― Scozia |
| Data                                                                  | Città                                                                 | In casa                                                               | Risultato                                                             | Ospiti                                                                | Competizione                                                          | Reti                                                                  | Note                                                                  |
| --------------------------------------------------------------------- | --------------------------------------------------------------------- | --------------------------------------------------------------------- | --------------------------------------------------------------------- | --------------------------------------------------------------------- | --------------------------------------------------------------------- | --------------------------------------------------------------------- | --------------------------------------------------------------------- |
| 1-6-1997                                                              | Ta' Qali                                                              | Malta                                                                 | 2 – 3                                                                 | Scozia                                                                | Amichevole                                                            | -                                                                     | 56’                                                                   |
| 8-6-1997                                                              | Minsk                                                                 | Bielorussia                                                           | 0 – 1                                                                 | Scozia                                                                | Qual. Mondiali 1998                                                   | -                                                                     | 11’ 68’                                                               |
| 7-9-1997                                                              | Aberdeen                                                              | Scozia                                                                | 4 – 1                                                                 | Bielorussia                                                           | Qual. Mondiali 1998                                                   | 2                                                                     | 50’                                                                   |
| 12-11-1997                                                            | Saint-Étienne                                                         | Francia                                                               | 2 – 1                                                                 | Scozia                                                                | Amichevole                                                            | -                                                                     | 89’                                                                   |
| 31-3-1999                                                             | Glasgow                                                               | Scozia                                                                | 1 – 2                                                                 | Rep. Ceca                                                             | Qual. Euro 2000                                                       | -                                                                     | 51’                                                                   |
| 4-9-1999                                                              | Sarajevo                                                              | Bosnia ed Erzegovina                                                  | 1 – 2                                                                 | Scozia                                                                | Qual. Euro 2000                                                       | -                                                                     |                                                                       |
| 5-10-1999                                                             | Glasgow                                                               | Scozia                                                                | 1 – 0                                                                 | Bosnia ed Erzegovina                                                  | Qual. Euro 2000                                                       | -                                                                     | 86’                                                                   |
| Totale                                                                |                                                                       | Presenze                                                              | 7                                                                     |                                                                       | Reti                                                                  | 2                                                                     |                                                                       |

## Palmarès

### Giocatore

#### Competizioni nazionali
- Scottish Third Division: 1

Greenock Morton: 2002-2003